# RHYTHM RED BEAT BLACK (Version 2.0)
「RHYTHM RED BEAT BLACK (Version 2.0)」（リズム・レッド・ビート・ブラック バージョン・トゥー・ポイント・ゼロ）は、TMNと電気GROOVEのスプリット・シングル。TM NETWORKのシングルとしては通算24枚目、電気GROOVEとして初のシングルとなる。

## 音楽性

### Version 2.0
「RHYTHM RED BEAT BLACK (Version 2.0)」は前作のリメイクであるが、歌詞は全編英詞となっている。前奏・間奏が延長され10分近い長さになっている。このため、後に発売されたベスト・アルバム『TIME CAPSULE』では、収録時間の関係上1分半短くされている。
英詞は、当時EPIC/SONY RECORDSの社員だったPatricia Wynnが担当した。

### Version 300000000000
電気GROOVEによる「RHYTHM RED BEAT BLACK」のカバー作品。電気GROOVEとしてのメジャーオリジナル作より先のリリースとなっている。
表記は「3千億」で3那由他ならば本来0が60個付くが、「バージョン3那由他（なゆた）」と読ませる。楽曲はラップになっており、宇都宮隆のボーカルがサンプリングされ、断片的に使われ笑いを醸し出す要素となっている。
ジャケット写真は、当時の電気GROOVEのメンバーだった石野卓球、ピエール瀧、CMJKの3人がTM NETWORKのアルバム『CAROL 〜A DAY IN A GIRL'S LIFE 1991〜』のジャケットイラストを模してリリース当時のコンサートツアー時のメンバー衣装を着用している。

## 収録曲
| 全作曲: 小室哲哉。 |                                                              |                      |            |      |
| #                  | タイトル                                                     | 作詞                 | 作曲・編曲 | 時間 |
| 1.                 | 「RHYTHM RED BEAT BLACK (Version 2.0)」(TMN)                 | Patricia Wynn        | 小室哲哉   | 9:23 |
| 2.                 | 「RHYTHM RED BEAT BLACK (Version 300000000000)」(電気GROOVE) | 石野卓球・ピエール瀧 | 小室哲哉   | 4:44 |
| 合計時間:          | 合計時間:                                                    | 合計時間:            | 14:07      |      |

## 収録アルバム
RHYTHM RED BEAT BLACK (Version 2.0)
- TAKASHI UTSUNOMIYA PRESENTS TMN RED
- TIME CAPSULE all the singles (時間がオリジナルよりも1分半程度短縮されている)
- TM NETWORK THE SINGLES 2

RHYTHM RED BEAT BLACK (Version 300000000000)
- THE GREATEST HITS - 小室哲哉作品集 - s